# هنري ستيورات كارتر
هنري ستيورات كارتر (بالإنجليزية Henry Carter Stuart) وهو سياسي أمريكي ينتمي إلى الحزب الديمقراطي ولد هنري ستيورات كارتر في 18 كانون الثاني - يناير من سنة 1855 في ولاية فيرجينيا شغل كارتر منصب حاكم على ولاية فيرجينيا ما بين عامي 1914 إلى عام 1918 توفي هنري ستيورات كارتر في 24 تموز - يوليو من سنة 1933 في ولاية فيرجينيا.